# モーゴロ (エリトリア)
モーゴロ（Mogolo）は、エリトリア西部・ガシュ・バルカ地方の町。モーゴロ地区の行政府所在地でもある。北緯15度18分43秒、東経37度38分31秒。標高675m。